# Osage Beach (Missouri)
Osage Beach ist eine Kleinstadt (City) in den Landkreisen Camden und Miller im Bundesstaat Missouri in den Vereinigten Staaten. Der größte Teil der Stadt liegt im Camden County, während sich ein kleiner östlicher Teil im Miller County befindet. Das U.S. Census Bureau hat bei der Volkszählung 2020 eine Einwohnerzahl von 4637 ermittelt.

## Geographie
Laut dem United States Census Bureau hat die Stadt eine Gesamtfläche von 26,75 km², von denen 25,25 km² Land und 1,50 km² Wasser sind. Die Stadt liegt am Ufer des Lake of the Ozarks.

## Einwohner
Die Stadt hatte bei der letzten Volkszählung 2010 insgesamt 4351 Einwohner. 2019 wurde die Einwohnerzahl auf 4666 geschätzt.

## Einrichtungen

### Schulen
Die Stadt hat zwei Schulen.

### Hochschulen und Universitäten
Es gibt im Gebiet von Osage Beach drei Hochschulcampus:
- Columbia College
- State Fair Community College
- Central Methodist University

### Bibliothek
Osage Beach hat eine öffentliche Bibliothek, die Osage Beach Library.

## Medien
In Osage Beach gibt es zwei Fernsehtürme.